# Gundula Schulze Eldowy

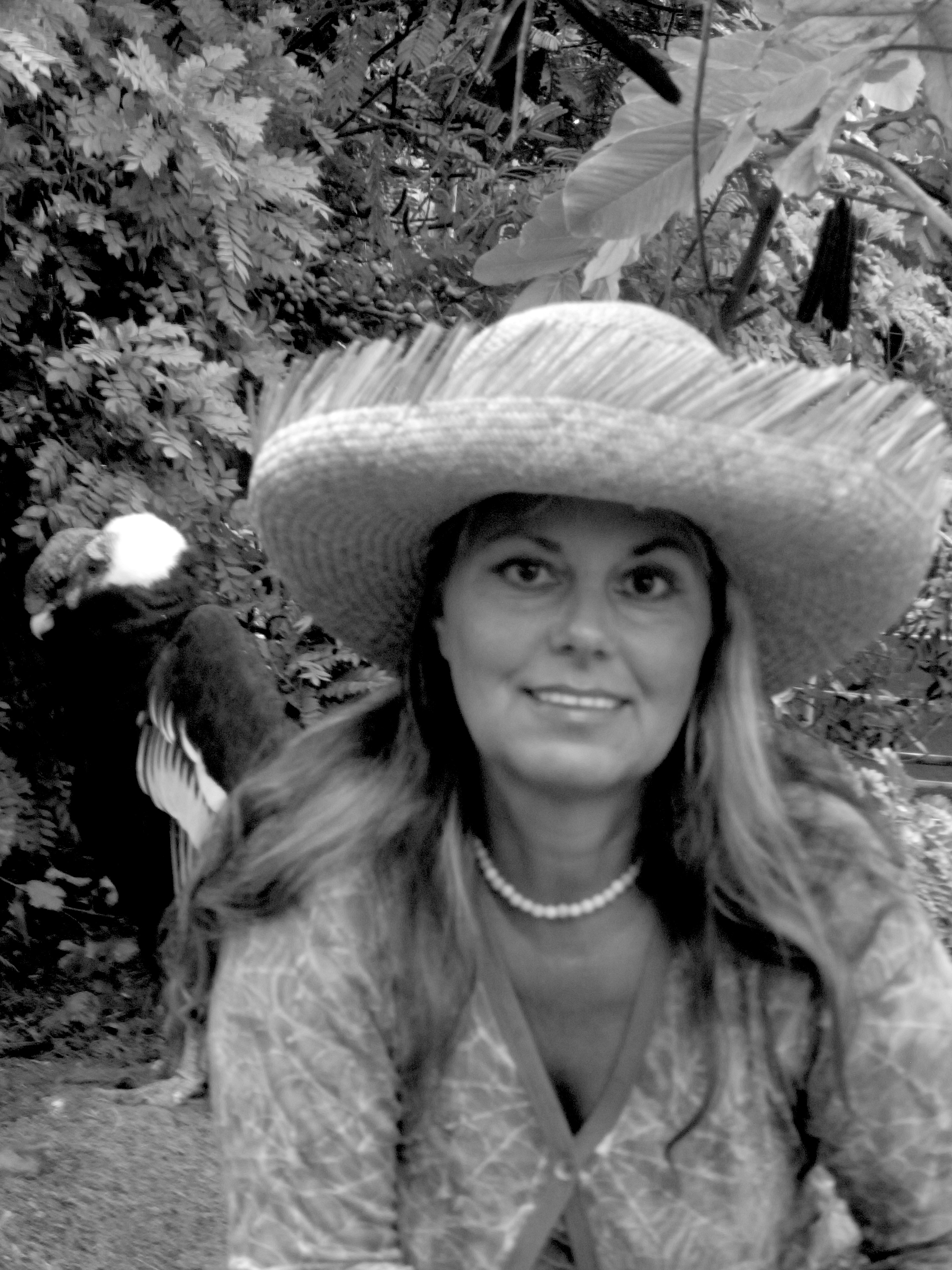
Gundula Schulze Eldowy (2009)

Gundula Schulze Eldowy (geboren als Gundula Schulze 23. Februar 1954 in Erfurt) ist eine deutsche Fotografin. Sie nennt sich seit ihrem Aufenthalt in Ägypten Gundula Schulze Eldowy (el dowy bedeutet arabisch das Licht).

## Leben und Werk
Gundula Schulze absolvierte von 1970 bis 1972 eine Lehre als Industriekauffrau und studierte danach bis 1975 an der Fachschule für Werbung und Gestaltung in Berlin-Schöneweide. Ab 1977 arbeitete sie im Sportverlag Berlin als Fotolaborantin und begann zu fotografieren. Von 1979 bis 1984 machte sie ein Fernstudium der Fotografie an der Hochschule für Grafik und Buchkunst Leipzig bei Horst Thorau. Seitdem arbeitet sie als freischaffende Fotografin und Fotografikerin. Sie war Mitglied des Verbands Bildender Künstler der DDR und u. a. 1982/1983 und 1987/1988 auf der IX. und X. Kunstausstellung der DDR in Dresden vertreten. Von 1977 bis 1990 arbeitete sie an verschiedenen Fotoserien, mit denen sie Aufsehen erregte und sich gelegentlich das Missfallen der Behörden zuzog. Bis 1990 entstanden die Schwarz-Weiß-Zyklen Berlin in einer Hundenacht, Arbeit, Aktporträts, Tamerlan, Straßenbild, Der Wind füllt sich mit Wasser und die beiden Farbzyklen Der große und der kleine Schritt und Die letzten beißen die Hunde. 1985 begegnete sie dem schweizerisch-amerikanischen Fotografen Robert Frank, der sie förderte und 1990 nach New York einlud. Damit begann eine Serie von Reisen und Arbeitsaufenthalten, die Gundula Schulze Eldowy nach Italien (1991), nach Ägypten (1993–2000), nach Japan (1996/97), nach Moskau (1997), in die Türkei (1997) und 2001 schließlich nach Peru, Bolivien und Ecuador führte. 1996 gewann sie den The 12th Prize for Overseas Photographers of Higashikawa Photo Fiesta ’96.
2004 gründete sie zusammen mit ihrem Mann Javier A. Garcia Vásquez die Casa de Arte El rostro inconcebible in Peru. 2010 wurde sie Mitglied der Sächsischen Akademie der Künste.
Sie lebt in Berlin und Peru. Neben der fotografischen und filmischen Arbeit entstanden Erzählungen, Gedichte, Aufsätze, Ton-Collagen und Gesänge.

## Werke

### Fotografische Zyklen
- Berlin in einer Hundenacht (Berlin, 1978–1990)
- Arbeit (DDR, 1985)
- Aktporträts (DDR, 1984)
- Tamerlan (Berlin, 1979–1987)
- Straßenbild (DDR, 1980–1987)
- Der Wind füllt sich mit Wasser (Brandenburg, Mecklenburg, Polen, 1979–1983)
- Der große und der kleine Schritt (DDR, 1984–1990)
- Die letzten beißen die Hunde (DDR, 1989/1990)
- Waldo’s Schatten (Essen, 1990)
- Spinning on my Heels – Halt die Ohren steif. Der Briefwechsel mit Robert Frank (USA, 1991–1993)
- In einem Wind aus Sternenstaub (USA, 1990–1993)
- Honigblüte (Polaroids, 1991–2009)
- Ägyptische Tagebücher (Ägypten, 1993–1995)
- Das flüssige Ohr (Japan, 1997)
- Das Blatt verliert den Baum (Moskau, 1997)
- Das lebendige Bild (Türkei, 1997)
- Das unfassbare Gesicht (Peru, 2004–2010)
- Eulenschrei des Verborgenen (Peru, 2004–2010)
- Honigblüte Polaroids (1991–2009)
- Im Herbstlaub des Vergessens (2009/83)
- Halt die Ohren steif! Robert Frank und Gundula Schulze Eldowy in New York, Briefwechsel und Photographien 1985–2004
- Tänzerflügel (2019)
- Die Beschwörung des Ichs (2000–2013)
- Tönende Bibliothek (2015)
- Meeresfossilien in den Anden (2015)
- Mumien, Ägypten-Peru. Südsee (1996–2019)
- Chachapoyas (2016)
- Goldmaskenu (2000–2010)
- Riesen (2000–2016)
- Pyramiden Perús (2000–2016)
- Ägyptens Pyramiden (1993–2000)
- Nazca (2000–2001)
- Tawatinsuyu (2000–2016)
- Osterinsel (2016)
- Zeitblind (2017)
- Chacalón (2018)
- Diamantenstrasse (2018/1993)

## Filme von Gundula Schulze Eldowy
- 1983/2009: Im Herbstlaub des Vergessens
- 1996: Die Wahrheit ist eine versunkene Stadt
- 1996: Eine halbe Stunde Zeit
- 1998: Die Mumien der Pharaonen
- 1993/2021: Diamantenstraße
- 1993/2019: Verlassen bin ich
- 2020: Die Frau am Kreuz

## Auszeichnungen und Stipendien
- The 12th Prize for Overseas Photographers of Higashikawa Photo Fiesta ’96, Japan
- 2000 Neuseeländischer Fotopreis M.I.L.K.

## Fotografien in Sammlungen
Museum of Modern Art, New York / Museum of Modern Art, San Francisco / LACMA Los Angeles / Museum of Fine Arts, Houston / Henry Buhl III., New York / Ellen Shapiro, New York / Allan Chasanoff, New York / Howard Stein, New York / Joshua Smith, Washington D.C. / Bibliotheque Nationale, Paris / FRAC Collection Aquitaine, Bordeaux / Musée Nicephore Nièpce, / Chalon-sur-Saône / Museum für Gestaltung, Kunstgewerbemuseum, Zürich / Kunstmuseum Strasbourg / Musée de l’Elyssée, Lausanne / Sammlung Higashikawa / Foto Fiesta, Hokkaido / Berlinische Galerie, Berlin / Staatliche Museen zu Berlin, Kupferstichkabinett / Sammlung Rolf und Erika Hoffmann, Berlin / Märkisches Museum, Berlin / Brandenburgische Kunstsammlung, Cottbus / Museum Folkwang, Essen / Kupferstich-Kabinett, Dresden / Erotic Art Museum, Hamburg / Staatliche Galerie Moritzburg, Halle / Sprengel Museum, Hannover / Museum Ludwig (Stiftung Uwe Scheid), Köln / IBM Kunstsammlung, Stuttgart / Sammlung F. C. Gundlach, Hamburg / DGBank, Frankfurt a. M. / Volpinum Wien / Deutsches Historisches Museum, Berlin / Teutloff Collection / Sammlung Madeleine Millot Durrenberger / Deutscher Bundestag

## Ausstellungen (Auswahl)
Einzelausstellungen
- 1983 Berlin: Gesichter, Galerie Sophienstraße 8
- 1984 Halle: Kulturhaus Philipp Müller
- 1985 Berlin: Aktporträts, Kreiskulturhaus Treptow
- 1986 Annaberg: Tamerlan, Eduard-von-Winterstein-Theater
- 1987 Gera: Straßenbild, Arbeit, Aktportraits, Galerie Junge Kunst
- 1988 Arles: Salle Henri Conte, Rencontres Internationales de la Photographie
- 1988 Berlin: Galerie Weißer Elefant
- 1988 Zürich: Museum für Gestaltung
- 1989 Lyon: Fondation Nationale de la Photographie
- 1990 Hannover: Sprengel Museum
- 1990 Washington (D.C.): The Tarrt Gallery (with Theodore Adamstein)
- 1990 Chalon-sur-Saône: Musée Nicéphore Niépce
- 1990 Berlin: Neue Nationalgalerie
- 1992 Hamburg: PPS Galerie F. C. Gundlach
- 1992 Berlin: Kunst-Werke Berlin (mit Nan Goldin)
- 1993 zeigt der Direktor des Museum of Modern Art, Kirk Varnedoe, ein Bild der Serie »Waldo’s Schattenr« in der Ständigen Ausstellung
- 1994 Paris: Centre National de la Photographie / Goethe-Institut
- 1994 Basel: Galerie Hanspeter Mesmer (in Zusammenarbeit mit dem Maler Hans Witschi)
- 1995 Florenz: Palazzo Pinucci
- 1995 Prato: Galleria Dryphoto
- 1995 Erfurt: Galerie am Fischmarkt
- 1995 Bern: Galerie Bernhard Schindler
- 1995 Peri (Finnland): Galeri Valokuvakeskus und Galerie Nykyaika, Tampere
- 1996 Dresden: Galerie Rähnitzgasse
- 1996 Tokyo: Olympus-Photo-Plaza-Gallery
- 1996 Hokkaido: The 12th Prize for Overseas Photographers of Higashikawa-Photo-Fiesta
- 1997 Moskau: Galerie Sreda
- 1998 Berlin: Großer Wasserspeicher
- 1999 Berlin: Galerie Inga Kondeyne
- 2000 Warschau: Kulturpalast, Goethe-Institut
- 2000 Gotha: Schloss Friedenstein
- 2000 Berlin: Berlin in einer Hundenacht, Postfuhramt
- 2000 Wien: Galerie nächst St. Stephan Rosemarie Schwarzwälder
- 2000 Weinheim: Kunstförderverein
- 2001 Lima: Berlin. En una noche de perros, Galeria Municipalidad
- 2001 Lima: Paso largo, paso corto, Centro la fotografia
- 2003 Mannheim: Gold – Das lebendige Bild, Galerie Kasten
- 2003 Eislingen: Berlin. In einer Hundenacht, Kunstverein
- 2003 Erfurt: Das lebendige Bild, Predigerkirche
- 2004 Dortmund: Das unfassbare Gesicht, Galerie Schwenk
- 2005 Berlin: Der Wind füllt sich mit Wasser, Galerie argus fotokunst
- 2005 Berlin: Berlin in einer Hundenacht, Galerie argus fotokunst
- 2007 Ulm: Reiter ohne Pferd, Kunstverein Ulm
- 2007 Frankfurt am Main: Berlin in einer Hundenacht, KunstRaum Bernusstrasse
- 2007 Mannheim: Berlin in einer Hundenacht, Galerie Kasten
- 2009 London: Berlin. On A Dog’s Night, Britische EU-Vertretung
- 2009 Berlin: Eulenschrei des Verborgenen, Pixel Grain
- 2010 Berlin: Das unfassbare Gesicht, Galerie Pankow
- 2011/2012 Berlin: „Verwandlungen“ – Fotografische Serien nach 1990 / „Den letzten beißen die Hunde“. Eine Fotoinstallation der Wendezeit. Deutscher Bundestag[5]
- 2011/2012 Berlin: Die frühen Jahre – Fotografien 1977 bis 1990. C/O Berlin[6]
- 2018 Halt die Ohren steif. Robert Frank und Gundula Schulze Eldowy in New York, Kunsthalle Erfurt[7]
- 2019 Halt die Ohren steif. Robert Frank und Gundula Schulze Eldowy in New York, Photo-Bastei Zürich[8]
- 2024 Halt die Ohren steif. Gundula Schulze Eldowy & Robert Frank, Akademie der Künste Berlin
- 2024 Berlin: Berlin in einer Hundenacht, Bröhan-Museum

### Lexika
- Schulze, Gundula. In: Dietmar Eisold (Hrsg.): Lexikon Künstler in der DDR. Verlag Neues Leben, Berlin 2010, ISBN 978-3-355-01761-9, S. 872.

### Bücher und Kataloge
- Gundula Schulze: Farbfotografie. Galerie Weisser Elefant, Berlin 1988.
- Gundula Schulze: Waldo’s Schatten. Photographien aus dem Jahre 1990. Nationalgalerie, Berlin 1991.
- Getrennte Welten – Fotografien von Gundula Schulze und Nan Goldin. Kunst-Werke, Berlin 1992.
- Gundula Schulze: Der große und der kleine Schritt. Klein & Volbert, München 1993.
- Gundula Schulze Eldowy Das weiche Fleisch kennt die Zeit noch nicht. Spinning on My Heels. Galerie Pankow, Berlin 1993.
- Gundula Schulze Eldowy: Photographie. Weiter, weiter, auf der Himmelsleiter. Herausgegeben von Jörg-Heiko Bruns. Galerie am Fischmarkt, Erfurt 1995.
- Gundula Schulze Eldowy: Ägyptische Tagebücher. Mit Texten von Harald Kunde, Thomas Schirmböck und Gundula Schulze Eldowy. Edition Stemmle, Kilchberg 1996, ISBN 978-3-908162-21-6.
- Gundula Schulze Eldowy: Das unfassbare Gesicht / El rostro inconebible. Galerie Pankow, Berlin 2010.
- Gundula Schulze Eldowy: Berlin in einer Hundenacht / Berlin on a Dog’s Night. Fotografien / Photographs 1977–1990. Lehmstedt, Leipzig 2011, ISBN 978-3-942473-15-6.
- Gundula Schulze Eldowy: Am fortgewehten Ort. Berliner Geschichten. Lehmstedt, Leipzig 2011, ISBN 978-3-942473-11-8 (Online).
- Gundula Schulze Eldowy: Der große und der kleine Schritt / The big and the little step. Fotografien / Photographs 1982–1990. Lehmstedt, Leipzig 2011, ISBN 978-3-942473-20-0.
- Gundula Schulze Eldowy: Mangoblüte & Windrose. Polaroids, Stills & Filme 1991–2004. Galerie Pankow, Berlin 2021, ISBN 978-3-00-069829-3.
- Gundula Schulze Eldowy: Berlin in einer Hundenacht. Fotografien 1977–1990. Spector Books, Leipzig 2024, ISBN 978-3-95905-820-9.

### Aufsätze und Rezensionen
- Régis Durand: Gundula Schulze. Scènes de Berlin. In: Art Press (Paris), Nr. 127, 1988. Allemagne. Scène Blafardes. In: Liberation (Lyon), 14. Februar 1989.
- Peter Praschl: Deutsche Demokratische Fotografie. In: Stern, Nr. 11/1990.
- Dieter Hildebrandt: Between Past und Future. New German Photography. In: Aperture (New York), Nr. 123, 1991.
- Ulf Erdmann Ziegler: Fleischwerdung möchte man sagen. In: Die Tageszeitung (Berlin), 7. Juli 1992. Karl Gernot Kuehn: Caught. The Art of Photography in the German Democratic Republic. Los Angeles: The University of California Press, 1996.
- Blick in die Unendlichkeit – Mumien, Gesichter. In: Die Welt, 7. Mai 1998.
- Claudia von Zglinicki: Gesichter im Wasserspeicher. In: Berliner Zeitung, 6. Mai 1998.
- Nikola Henze: Mumien, Fotos und das Phänomen der Vergänglichkeit. In: Berliner Morgenpost, 4. Mai 1998.
- Katja Reissner: Es scheint alles sehr einfach. In: Der Tagesspiegel (Berlin), 16. Januar 1999.
- Beate Clausnitzer: Im Umkreis einer Seifenblase. In: Berliner Zeitung, 19. Januar 1999.
- Wilfried Wiegand: Menschenfauna. In: Frankfurter Allgemeine Zeitung, 1. April 2000.
- Uta Baier: Ein Fenster in die Vergangenheit. In: Berliner Zeitung, 15./16. April 2000.
- Martina Meister: Lothar zum Beispiel. In: Frankfurter Rundschau, 20./21. April 2000.
- Jason Oddy: Back in the GDR – Photography in East Germany. In: Aperture (New York). No. 189/2007. Antje-Maria Lochthofen: Die Fotografin. In: Thüringer Allgemeine, 10. November 2007.
- Stephen Moss: A critical eye. In: The Guardian (London), 4. Februar 2008.
- Michael Kimmelman: Art in Two Germanys Often Spoke the Same Tongue. In: The New York Times, 12. Februar 2009.
- Holland Cotter: A gathering of Women With Cameras. In: The New York Times, 27. Mai 2010.
- Karin Schulze: „Berlin ist hart zu seinen Bewohnern“ – Ausnahme-Fotografin Schulze Eldowy. In: Spiegel Online, 13. Dezember 2011 (Text)
- Jérémy Piette: „Sous le manteau“. In: Liberation, 1. November 2019 (Text)
- Charles Hagen, Scoping Out New Photography at the Modern. In: The New York Times, 15. November 1992
- Sayed Abdulkader. In: AL AKBAR, Kairo, 12. August 1999
- Elena Lledó, Gundula Schulze Eldowy. In: LAPIZ, Revista International de Arte, Madrid 2000
- José Gabriel Chueca, TRAC EL MURO. In: EL COMERCIO (Lima)15. Februar 2001
- Daniel Contreras M., Berlin, a piel de perro. In: OIGA (LIMA), 16. Februar 2001
- Joanna Pitman, Now the Party’s over … . In: TIMES (London) 11. April 2007
- Hans-Michael Koetzle, Wie aus einer anderen Welt. In: Photo International (München), 6/2011
- Joachim Günther, Spuren einer verschwundenen Lebensform. In: Neue Zürcher Zeitung, 23. November 2011
- Georg Klein, Was schert mich denn der eigene Anblick? In: Süddeutsche Zeitung, 6. Dezember 2011
- Achim Drucks, Ein Land in Agonie. In: TAZ (Berlin) 16. Dezember 2011
- Peter von Becker, Das Biest in ihr. In: TAGESSPIEGEL (Berlin) 8. Dezember 2011
- Michael Zajonz, In Augenhöhe mit Sonderlingen. In: HANDELSBLATT, 28. Dezember 2012
- Kito Nedo, Ewig Stunde Null. In: Art-Das Kunstmagazin (Hamburg) 1/2012
- Freddy, Langer, Engagierte Staatsbeleidigerin. In: FAZ, 17. Februar 2014
- Ulf Erdmann Ziegler, In: DIE WELT - BLAU (Berlin) 26. September 2015
- Freddy, Langer, Man weiß ja nie, wohin die Reise geht. In: FAZ, 24. Mai 2018
- Urs Tillmanns, Photobastei: «Keep A Stiff Upper Lip!» In: fotointern (Zürich) 19. Mai 2019
- Christoph Heim, Die Poesie der Großstadt. In: ZÜRCHER TAGESANZEIGER, 21. Mai 2019
- LUNETTES ROUGES,  Dictatures et libérations. In: Le Monde (Paris) 1. August 2019
- Anne-Claire Meffre, Rencontres d'Arles: la photographie est-allemande derrière le mur. In: Madame Figaro (Paris) 12. August 2019

## Filme
- Aktfotografie – z.B. Gundula Schulze. DEFA-Dokumentarfilmstudio, Berlin 1983, Regie: Helke Misselwitz
- Frauen-Bilder, Bilder-Frauen. Birgit Jürgensen, Marie-Jo Lafontaine, Gundula Schulze Eldowy. Süddeutscher Rundfunk, Mannheim 1995, Regie: Rudij Bergmann
- Das Bild bin ich. Die Fotografin Gundula Schulze Eldowy. Westdeutscher Rundfunk, 3sat, Arte, Köln 2000, Regie: Ludwig Metzger
- Les Siderantes. Christine Baudillon, Frankreich 2000
- Ostfotografinnen. Die Fotografinnen Sibylle Bergemann, Helga Paris, Gundula Schulze Eldowy. MDR und WDR, 2006, Regie: Pamela Meyer-Arndt
- Kunst in der DDR. Eine neue Generation in der Malerei. Goethe-Institut 2003, Regie: Manfred Johannsen
- Die verlorene Welt des Kommunismus – The Lost World of Communism. BBC, London 2009, Regie: Peter Melloy
- Fotografie Dokumente einer Freundschaft. Arte, 2018, Regie: Mathilde Schnee

## Belege
1. ↑  Tobias Timm: Gundula Schulze Eldowy: Die ganz andere DDR. In: zeit.de. 8. Dezember 2011, abgerufen am 24. Februar 2020.
2. ↑  Gundula Schulze Eldowy: Berlin in einer Hundenacht / Berlin on a Dog’s Night. Fotografien / Photographs 1977–1990. In: lehmstedt.de. Abgerufen am 24. Februar 2020.
3. ↑  Karin Schulze: Ausnahme-Fotografin Schulze Eldowy: "Berlin ist hart zu seinen Bewohnern". In: spiegel.de. 13. Dezember 2011, abgerufen am 24. Februar 2020.
4. ↑  Carsten Tesch: Schulze Eldowy – Fotografin der sozialen Randgruppen in der DDR. In: mdr.de. 17. November 2011, abgerufen am 24. Februar 2020.
5. ↑  29. September 2011 bis 26. Februar 2012: Doppelausstellung im Kunst-Raum und Mauer-Mahnmal. In: bundestag.de. Abgerufen am 24. Februar 2020.
6. ↑  Gundula Schulze Eldowy: Die frühen Jahre. Fotografien 1977 bis 1990. In: co-berlin.org. Archiviert vom Original (nicht mehr online verfügbar) am 24. Februar 2020; abgerufen am 24. Februar 2020.  Info: Der Archivlink wurde automatisch eingesetzt und noch nicht geprüft. Bitte prüfe Original- und Archivlink gemäß Anleitung und entferne dann diesen Hinweis.
7. ↑  Halt die Ohren steif. Robert Frank und Gundula Schulze Eldowy in New York. In: kunstmuseen.erfurt.de. 15. April 2018, abgerufen am 14. Februar 2020.
8. ↑  Photobastei: «Keep A Stiff Upper Lip!», auf fotointern.ch

| Personendaten    | Personendaten                  |
| ---------------- | ------------------------------ |
| NAME             | Schulze Eldowy, Gundula        |
| ALTERNATIVNAMEN  | Schulze, Gundula (Geburtsname) |
| KURZBESCHREIBUNG | deutsche Fotografin            |
| GEBURTSDATUM     | 23. Februar 1954               |
| GEBURTSORT       | Erfurt                         |